# Campionato mondiale per club FIFA 2000
Il campionato mondiale per club FIFA 2000 (in portoghese: Campeonato mundial de Clubes da FIFA 2000; in inglese: FIFA Club World Championship Brazil 2000) fu l'edizione pilota della futura Coppa del mondo per club FIFA. Si svolse in Brasile dal 5 al 14 gennaio 2000 con formula e criteri di ammissione diversi dai successivi e affiancò, senza cancellare dal calendario internazionale, la Coppa Intercontinentale, che nella stessa stagione si era già svolta in gara unica a Tokyo. La vittoria finale del primo campionato mondiale per club andò al Corinthians. Il trofeo assegnato dalla FIFA in questa edizione era diverso da quello utilizzato dal 2005.
La prima edizione del mondiale per club, fortemente voluta dalla FIFA, fu molto contestata dagli addetti ai lavori: questa volontà della federazione internazionale era dettata anche dai contrasti con la UEFA, che insieme alla CONMEBOL organizzava l'Intercontinentale. La difficoltà principale fu di trovare spazio negli affollati calendari calcistici mondiali, al punto che diverse squadre rinunciarono a partecipare e furono sostituite. Viceversa i campioni europei del Manchester United scatenarono delle polemiche in patria perché per disputare la manifestazione in Brasile rinunciarono alla FA Cup, la storica coppa che ha anche una portata simbolica per i tifosi. La scelta degli inglesi fu dettata probabilmente anche dal non volersi inimicare la FIFA in vista dell'assegnazione dei mondiali 2006.
La successiva edizione, programmata in Spagna nel 2001, fu dapprima rinviata al 2003 per via del fallimento di una società che sponsorizzava il torneo e poi venne definitivamente cancellata.
Questa edizione sperimentale si distinse per la sufficienza con cui i due club europei partecipanti, Real Madrid e Manchester United, affrontarono il torneo. Il Real concluse al quarto posto, mentre il Manchester non superò il girone per la peggiore differenza reti con il Necaxa, che poi vinse ai rigori la finale per il terzo posto. La finale si disputò tra le due squadre brasiliane, il Corinthians ed il Vasco da Gama, con il successo ai rigori della squadra di San Paolo, che all'epoca non aveva ancora vinto la Copa Libertadores.

## Formula
Avrebbero dovuto partecipare le squadre campioni dei sei continenti più il Real Madrid vincitore della Coppa Intercontinentale 1998 e il Corinthians campione del Brasile. Si dovettero sostituire alcune squadre per via della loro rinuncia. Le otto squadre furono divise in due gironi all'italiana, con le squadre che si affrontavano tra di loro solo una volta. Le prime classificate di ogni girone giocarono la finale per il titolo, mentre le seconde quella per il terzo posto.

## Stadi
| Morumbi             | San Paolo Rio de Janeiro | Maracanã                 |
| ------------------- | ------------------------ | ------------------------ |
| Località: San Paolo | San Paolo Rio de Janeiro | Località: Rio de Janeiro |
| Capienza: 80.000    | San Paolo Rio de Janeiro | Capienza: 92.000         |
|                     | San Paolo Rio de Janeiro |                          |

## Squadre partecipanti
| Squadra         | Data di qualificazione | Confederazione | Qualificata in quanto                    | Partecipazioni |
| --------------- | ---------------------- | -------------- | ---------------------------------------- | -------------- |
| Real Madrid     | 3 dicembre 1998        | UEFA           | Campione Coppa Intercontinentale 1998    | 1ª             |
| Vasco da Gama   | 26 agosto 1998         | CONMEBOL       | Campione Coppa Libertadores 1998         | 1ª             |
| Al-Nassr        | 12 aprile 1998         | AFC            | Campione Coppa Coppe AFC 1997-1998       | 1ª             |
| Manchester Utd  | 26 maggio 1999         | UEFA           | Campione UEFA Champions League 1998-1999 | 1ª             |
| South Melbourne | 26 settembre 1999      | OFC            | Campione Oceania Club Championship 1999  | 1ª             |
| Necaxa          | 3 ottobre 1999         | CONCACAF       | Campione CONCACAF Champions' Cup 1999    | 1ª             |
| Raja Casablanca | 12 dicembre 1999       | CAF            | Campione CAF Champions League 1999       | 1ª             |
| Corinthians     | 22 dicembre 1999       | CONMEBOL       | Campione nazionale 1999 del Brasile      | 1ª             |

## Risultati

### Fase a gironi

#### Girone A

##### Classifica
| Squadra         | P.ti | G | V | P | S | GF | GS | DR |
| --------------- | ---- | - | - | - | - | -- | -- | -- |
| Corinthians     | 7    | 3 | 2 | 1 | 0 | 6  | 2  | +4 |
| Real Madrid     | 7    | 3 | 2 | 1 | 0 | 8  | 5  | +3 |
| Al-Nassr        | 3    | 3 | 1 | 0 | 2 | 5  | 8  | −3 |
| Raja Casablanca | 0    | 3 | 0 | 0 | 3 | 5  | 9  | −4 |

##### Incontri
| Arbitro: | Óscar Ruiz |

|                                      |           |                |
| Anelka 21’ Raúl 61’ Sávio 69’ (rig.) | Marcatori | 45+1’ Al-Bishi |

| Arbitro: | Stefano Braschi |

|                              |           |  |
| Luizão 50’ Fábio Luciano 64’ | Marcatori |  |

| Arbitro: | William Mattus |

|                |           |                 |
| Anelka 19’ 71’ | Marcatori | 28’ 64’ Edílson |

| Arbitro: | Derek Rugg |

|                                                      |           |                                         |
| Al-Dosari 24’ (aut.) El Moubarki 66’ El Karkouri 73’ | Marcatori | 4’ Amin 63’ Bahja 64’ Al-Bishi 85’ Saïb |

| Arbitro: | Horacio Elizondo |

|                                     |           |                            |
| Hierro 49’ Morientes 53’ Geremi 88’ | Marcatori | 28’ Achami 59’ Moustaoudia |

| Arbitro: | Dick Jol |

|  |           |                           |
|  | Marcatori | 24’ Ricardinho 81’ Rincón |

#### Girone B

##### Classifica
| Squadra         | P.ti | G | V | P | S | GF | GS | DR |
| --------------- | ---- | - | - | - | - | -- | -- | -- |
| Vasco da Gama   | 9    | 3 | 3 | 0 | 0 | 7  | 2  | +5 |
| Necaxa          | 4    | 3 | 1 | 1 | 1 | 5  | 4  | +1 |
| Manchester Utd  | 4    | 3 | 1 | 1 | 1 | 4  | 4  | 0  |
| South Melbourne | 0    | 3 | 0 | 0 | 3 | 1  | 7  | −6 |

##### Incontri
| Arbitro: | Horacio Elizondo |

|           |           |                |
| Yorke 88’ | Marcatori | 14’ Montecinos |

| Arbitro: | Dick Jol |

|                        |           |  |
| Felipe 53’ Edmundo 86’ | Marcatori |  |

| Arbitro: | Saad Mane |

|          |           |                             |
| Butt 81’ | Marcatori | 24’ 26’ Romário 43’ Edmundo |

| Arbitro: | Daouda N'Doye |

|                    |           |                                               |
| Anastasiadis 45+2’ | Marcatori | 19’ (rig.) Montecinos 29’ Delgado 79’ Cabrera |

| Arbitro: | Stefano Braschi |

|                |           |  |
| Fortune 8’ 20’ | Marcatori |  |

| Arbitro: | Óscar Ruiz |

|             |           |                       |
| Aguinaga 5’ | Marcatori | 14’ Odvan 69’ Romário |

### Fase a eliminazione diretta

#### Finale per il terzo posto
| Arbitro: | Óscar Ruiz |

|                                           |                      |                                        |
| Raúl 15’                                  | Marcatori            | 58’ Delgado                            |
| Eto'o Helguera McManaman Morientes Dorado | Tiri di rigore 3 – 4 | Vázquez Cabrera Pérez Aguinaga Delgado |

#### Finale
| Arbitro: | Dick Jol |

|                                     |                      |                                                   |
| Rincón Baiano Luizão Edu Marcelinho | Tiri di rigore 4 – 3 | Romário Alex Oliveira Gilberto Melo Viola Edmundo |

## Classifica marcatori
| Gol |  |  | Giocatore           | Squadra        |
| --- |  |  | ------------------- | -------------- |
| 3   |  |  | Nicolas Anelka      | Real Madrid    |
| 3   |  |  | Romário             | Vasco da Gama  |
| 2   |  |  | Fahad Al-Bishi      | Al-Nassr       |
| 2   |  |  | Agustín Delgado     | Necaxa         |
| 2   |  |  | Edílson             | Corinthians    |
| 2   |  |  | Edmundo             | Vasco da Gama  |
| 2   |  |  | Quinton Fortune     | Manchester Utd |
| 2   |  |  | Cristian Montecinos | Necaxa         |
| 2   |  |  | Raúl                | Real Madrid    |